# J9エンターテインメント
J9エンターテインメント（ジェイナインエンターテインメント、朝: J9 엔터테인먼트、英: J9 Entertainment）は、ガールズグループを専門とする韓国の芸能事務所である。C9エンターテイメントから新たにデビューするガールズグループcignatureと、将来デビューするガールズグループのために、2020年1月15日に設立された。

## 概要
2020年1月15日、C9エンターテインメントはガールズグループ専門レーベルとして設立したことを発表。神話、God、Lynなどの有名アーティストをマネジメントしてきたキム・ボムジュンが代表を務める。

## 所属

### グループ
- cignature（2020年2月4日 - ）

## 過去所属
- イェア（Cignature）
- ソン（Cignature）